# USS Wisconsin (BB-64)
USS Wisconsin (BB-64) är ett slagskepp av Iowa-klass och var det andra fartyget i USA:s flotta som bar namnet USS Wisconsin, efter den amerikanska delstaten Wisconsin. 

## Bakgrund
Fartyget sjösattes 7 december 1943 på årsdagen av den japanska Attacken mot Pearl Harbor 7 december 1941. Wisconsin tjänstgjorde under såväl Andra världskriget, Koreakriget och Kuwaitkriget. 
Fartyget renoverades och återaktiverades under 1980-talet som ett led i marinminister John Lehmans målsättning om en örlogsflotta med 600 fartyg. Vid renoveringen försågs slagskeppet med kryssningsrobotar av typ BGM-109 Tomahawk. Wisconsin togs slutligen ur tjänst i september 1991, efter totalt 14 år i aktiv tjänst. 
Slagskeppet står sedan 7 juli 2001 som museifartyg i Norfolk, Virginia och utmönstrades slutligt ur flottans fartygsregister 17 mars 2006.